# 绍姆堡县
紹姆堡縣（Landkreis Schaumburg）是德国下萨克森州中部的一个县，辖区与历史上绍姆堡伯国的领土大致相同，首府施塔特哈根。